# Pleasantville – Zu schön, um wahr zu sein
Pleasantville – Zu schön, um wahr zu sein ist ein Film des Drehbuchautors und Regisseurs Gary Ross und wurde im Jahr 1998 in den USA gedreht. Ungewöhnlich ist der im Filmverlauf allmähliche Wechsel vom Schwarz-Weiß, das typisch für Filme der 1950er Jahre ist, zu den bunten Farben des „modernen“ Films. Der Film startete am 4. März 1999 in den deutschen Kinos.

## Handlung
David und seine Schwester Jennifer sind typische Teenager der 1990er Jahre. Ihre Eltern sind geschieden, und auch ihre Beziehungen zu Freunden verlaufen nicht problemlos. David kompensiert seine Einsamkeit mit seiner Leidenschaft für Pleasantville, eine schwarz-weiße Sitcom aus den 1950er Jahren, während Jennifer, aktiver und abenteuerlustiger als ihr Bruder, ihre Probleme mit diversen männlichen Bekanntschaften zu vergessen sucht.
Eines Abends möchte Jennifer mit ihrer neuesten Eroberung ein MTV-Konzert im Fernsehen anschauen. David jedoch plant, die an diesem Abend laufende 24-stündige Marathonsendung von Pleasantville anzusehen. Bei dem Streit, wer den Fernseher nutzen darf, geht die Fernbedienung kaputt, doch wie durch ein Wunder steht kurze Zeit später unangefordert ein Fernsehtechniker vor der Tür, der eine neue Fernbedienung bringt.
Diese versetzt die Geschwister bei dem erneuten Streit um die Fernbedienung in die Fernsehserie Pleasantville, wo David die Rolle von „Bud Parker“ und Jennifer die der „Mary-Sue Parker“ übernimmt. Pleasantville ist ein kleiner, scheinbar perfekter Ort, an dem jeden Tag die Sonne scheint und die Menschen freundlich und respektvoll miteinander umgehen. Wie in einer späteren Szene zu sehen, ist Pleasantville so perfekt, dass die örtliche Feuerwehr keine Brände kennt – nur bei dem Ruf „Katze!“ rückt sie aus, um wieder einmal eine Katze von einem Baum zu retten.
Während David, der sich als großer Fan in der Welt dieser Serie sehr gut auskennt, versucht, „Bud“ perfekt zu spielen und die Regeln von Pleasantville einzuhalten, um so die Unschuld und Naivität seiner Bewohner zu erhalten, lässt Jennifer keine Gelegenheit aus, sich auszuleben, und schläft mit einem Jungen aus ihrer Klasse – und ihre Freundinnen beginnen, ihrem Beispiel zu folgen.
Durch eine rote Rose kommt zum ersten Mal Farbe in das Schwarz-Weiß. Je mehr Teenager ihre Individualität, Sex, Rock ’n’ Roll, Literatur und Kunst entdecken, desto bunter wird Pleasantville. Im Verlauf des Films zeigt sich, dass die Märchenwelt von Pleasantville nicht speziell durch Liebe oder Sexualität gefärbt wird, wie Jennifer anfangs dachte, sondern allgemein durch die Veränderung der Menschen.
Auch Erwachsene entdecken sich neu, so Betty Parker, Davids und Jennifers Serienmutter, und Bill Johnson, der Besitzer des Diners, welcher sich als begabter Maler herausstellt. David verliebt sich in das Mädchen Margaret und akzeptiert allmählich die Veränderungen, während Jennifer langsam begreift, dass sie ihren Mitmenschen durch ihr Verhalten auch Schaden zufügen kann.
Von den neuen, modernen Entwicklungen sind jedoch nicht alle Bewohner begeistert, und unter Leitung des Bürgermeisters Big Bob beginnt sich Widerstand zu formieren. Einige Ladenbesitzer stellen sogar Verbotsschilder No Colored („Keine Farbigen“) auf. Das Finale findet im Gerichtssaal von Pleasantville statt, als der Bürgermeister, mit seinen Gefühlen konfrontiert, im wahrsten Sinne des Wortes Farbe bekennt.
David kehrt schließlich nach Hause – in die reale Welt – zurück, wohingegen seine Schwester in Pleasantville bleibt, da sie gern aufs College gehen möchte, was sie im wirklichen Leben nicht könnte.

## Auszeichnungen
Pleasantville war 1999 drei Mal für den Oscar nominiert, in den Kategorien Best Art Direction-Set Decoration von Jeannine Claudia Oppewall und Jay Hart, Best Costume Design von Judianna Makovsky und Best Music, Original Dramatic Score von Randy Newman.
- Tobey Maguire gewann den Saturn Award für jüngere Schauspieler der „Academy of Science Fiction, Fantasy & Horror Films“ und Joan Allen als beste Nebendarstellerin, die in derselben Kategorie noch weitere Nominierungen und Auszeichnungen erhielt, unter anderem den „Golden Satellite Award“ als Nebendarstellerin in einer Komödie oder einem Musical.
- William H. Macy erhielt 1999 einen „BSFC Award“ (Boston Society of Film Critics Award), in der Kategorie Bester Nebendarsteller. Reese Witherspoon gewann den „Young Hollywood Award“ in der Kategorie Breakthrough Performance – Female.
- Auszeichnungen gingen auch an die Designer und Kostümbildner von Pleasantville. So gewann Judianna Makovsky den „Costume Designers Guild Award“ für die besten Kostüme in einem Film und Jeannine Claudia Oppewall den „LAFCA Award“ für das Beste Szenenbild.
- Gary Ross erhielt den „Golden Satellite Award“ in der Kategorie Best Motion Picture Screenplay – Original und Randy Newman den „OFCS Award“ für die beste Filmmusik zu Pleasantville.

## Kritiken
„Man mag Pleasantville vorwerfen, in seiner Inszenierung ähnlich betulich und brav zu sein wie die kritisierte Ära und das einhergehende Verhalten, dem wundervollen Reiz seiner originellen Geschichte, seiner Ideenvielfalt und der herrlichen Spezialeffekte kann man sich aber nur schwer entziehen.“

„Die hintergründige Politparabel und Mediensatire nutzte ein diffiziles Computerverfahren, das bis dato nie gesehene Effekte zuließ. [Fazit:] Geistreiches, visuell einmaliges Märchen.“